# Rentemestervej
Rentemestervej, indtil 1930 H.C. Jensens Vej, er en gade i den københavnske bydel Bispebjerg. Gaden er øst-vest gennemgående i kvarteret Nordvestkvarteret.

## Gadens udbredelse og navngivning
Gaden forløber fra den tidligere Lygten Station/Ringbanen, ca. 1,4 kilometer, til Utterslev Kirke.
Indtil 1930 hed gaden H.C. Jensens Vej, herefter omdøbt til nuværende Rentemestervej.

## Gaden fra øst til vest
Rentemestervej har sit afsæt i Lygten, krydser Frederiksborgvej og Tomsgårdsvej og slutter i krydset med Sokkelundsvej og Utterslev torv.
Ejendommen nummer 14 er fredet, det er Nielsen og Jespersens (siden NJ Plast) plastvarefabrik fra 1934. I nummer 25 ligger MillFactory, tidligere Werner Studio. Lige vest for krydset med Tomgårdsvej ligger Kulturhuset BIBLIOTEKET, det grænser op til Ungdomshuset på Dortheavej 61. Boligejendommen på hjørnet af Smedeholmen er tegnet af Emanuel Monberg. Gaden afslutter ved Utterslev Kirke.

## Øvrige aktiviteter i gaden
Tidligere havde Glud & Marstrand en emaljevarefabrik i gaden som bl.a. producerede Madam Blå kaffekander. Ligeledes har legetøjsfabrikken Tekno haft til huse her.
Geodatastyrelsen og Danmarks Miljøportal har til huse i nummer 8.